# Club jurassien
Le Club jurassien (CJ) est une association ayant son siège social à La Chaux-de-Fonds, en Suisse.

## Historique
Fondé le 15 mai 1865 à Noiraigue, le Club jurassien a pour but d’intéresser et initier ses membres aux sciences naturelles, à l’observation et à la protection de la nature et du patrimoine,. Sa devise est « étude, amitié, patrimoine ». Le club est né de l'intérêt pour les sciences naturelles constaté lors de courses d'école de l'École industrielle de Neuchâtel. Lors de la fondation de l'association, le comité comprend Louis Guillaume, le professeur Louis Favre, Jean-Pierre Isely, l'architecte Louis Perrier et Louis Delachaux.
En 1876, le club compte 150 membres. En 1882, le Club Jurassien crée la première réserve naturelle de Suisse au Creux-du-Van en achetant 24 hectares de terrain à la paroisse de Saint-Aubin. Le but est non seulement la conservation de la faune, mais également l'acclimatation de nouvelles espèces telles que le Bouquetin des Alpes ou la Marmotte des Alpes. De 1891 à 1923, la réserve est gérée par une Société du Parc. La réserve est agrandie en 1930 par l'achat du flanc sud du Dos-d'Âne. En 1912, le Club jurassien a demandé au Conseil d'État du canton de Neuchâtel en faveur de la protection de la flore, ce que ce dernier a fait une année plus tard en adoptant un arrêté à ce sujet.
Le Club jurassien est à l'origine de l'initiative pour la protection des crêtes du Jura et qu'elle a fait aboutir avec le soutien d'une trentaine d'autres associations.
En 1965, le Club jurassien soutient la publication d'un livre intitulé Nature neuchâteloise rédigé par Adolphe Ischer et illustré par Émile Brodbeck.
En 1970, le club compte 800 membres répartis en huit sections.

## Le Rameau de Sapin
En 1866, le Club jurassien commence à publier une revue de vulgarisation scientifique et d’information, appelée Le Rameau de sapin. Louis Guillaume en est le premier rédacteur et le concepteur. En 1928, en raison du faible nombre d'abonnés, cette revue devient indépendante de l'association et prend le nom de Petit rameau de sapin. Il cesse de paraître en 1941. En 1978, le Club jurassien reprend la publication de la revue et lui redonne son titre original.

## Organisation
Le Club jurassien est organisé en sections locales. La section Col-des-Roches, au Locle, et la section Pouillerel, à La Chaux-de-Fonds, sont créées dès la première année d'existence du club,. La section Soliat est créée en 1901 à Travers et Noiraigue et la section Treymont en 1912 à Boudry. Il y eut des sections dans les cantons de Berne et de Genève, mais dont l'activité fut éphémère et elles sont désormais toutes neuchâteloises.

## Activités
Le Club jurassien possède plusieurs chalets dans le canton de Neuchâtel, acquis à partir de 1929 par les sections locales. La cabane de La Banderette, propriété de la section Soliat, accueille un musée et l'herbier cantonal du Club jurassien. Il possède aussi un domaine constitué du fond, des falaises et éboulis du Creux-du-Van où se trouve la « Roche-aux-Noms », un rocher sur lequel figurent les noms de savants neuchâtelois ayant acquis une réputation universelle, des naturalistes décédés ayant consacré d’importants travaux au Jura central ou à la région des Trois-Lacs, ou d’éminents clubistes, décédés eux aussi.